# Benji (film 2018)
Benji è un film del 2018 diretto da Brandon Camp.

## Trama
Carter e Frankie sono due bambini che vengono rapiti da due delinquenti. In loro soccorso arriverà un amico a quattro zampe a salvarli.

## Distribuzione
Il film è stato distribuito dalla piattaforma Netflix dal 16 marzo 2018.